# 拉维尔欧布瓦-莱蓬塔韦尔
拉维尔欧布瓦-莱蓬塔韦尔（法語：La Ville-aux-Bois-lès-Pontavert，法語發音：[la vil o bwa lɛ pɔ̃tavɛʁ]，意为“蓬塔韦尔附近的拉维尔欧布瓦”）是法国上法蘭西大區埃纳省的一个市镇，位于该省东部，属于拉昂区。该市镇2009年时的人口为143人。

## 人口
拉维尔欧布瓦-莱蓬塔韦尔人口变化图示
| 数据来源：INSEE |